# Zbelutka (gromada)
Zbelutka (pod koniec Nowa Zbelutka) – dawna gromada, czyli najmniejsza jednostka podziału terytorialnego Polskiej Rzeczypospolitej Ludowej w latach 1954–1972.
Gromady, z gromadzkimi radami narodowymi (GRN) jako organami władzy najniższego stopnia na wsi, funkcjonowały od reformy reorganizującej administrację wiejską przeprowadzonej jesienią 1954 do momentu ich zniesienia z dniem 1 stycznia 1973, tym samym wypierając organizację gminną w latach 1954–1972.
Gromadę Zbelutka z siedzibą GRN w Zbelutce (Nowej) utworzono – jako jedną z 8759 gromad na obszarze Polski – w powiecie opatowskim w woj. kieleckim, na mocy uchwały nr 13f/54 WRN w Kielcach z dnia 29 września 1954. W skład jednostki weszły obszary dotychczasowych gromad Łagowica i Jastrzębska Wola ze zniesionej gminy Malkowice oraz obszar dotychczasowej gromady Zbelutka (bez wsi Zbelutka Poddanie) wraz z wsią Kozłów z dotychczasowej gromady Melonek ze zniesionej gminy Gęsice w tymże powiecie. Dla gromady ustalono 18 członków gromadzkiej rady narodowej.
31 grudnia 1959 do gromady Zbelutka przyłączono wieś Zbelutka Poddanie ze zniesionej gromady Gęsice.
Gromada przetrwała do końca 1972 roku, czyli do kolejnej reformy gminnej.